# Hispanisme (castellanisme)
Hispanisme (o castellanisme) és una paraula o peculiaritat de la llengua castellana manllevat per una altra llengua. També pot ser una construcció gramatical amb origen en el castellà o l'estudi de la cultura castellanòfona d'Espanya o l'Amèrica Llatina. S'ha de distingir d'espanyolisme que és un moviment nacionalista.

## Exemples
En català
- Motxilla (castellà: mochila) – bossa d'esquena

En altres llengues
- Nada (en francés)[5]